# 西経78度線
西経78度線（せいけい78どせん）は、本初子午線面から西へ78度の角度を成す経線である。北極点から北極海、北アメリカ、カリブ海、中央アメリカ、南アメリカ、太平洋、南極海、南極大陸を通過して南極点までを結ぶ。
西経78度線は、東経102度線と共に大円を形成する。

## 通過する地域一覧
西経78度線は、北極点から南極点まで南に向かって以下の場所を通っている。
| 地理座標                                             | 国土・領土・領海         | 備考 |
| ---------------------------------------------------- | ------------------------ | --- |
| 北緯90度0分 西経78度0分 / 北緯90.000度 西経78.000度  | 北極海                   | |
| 北緯82度54分 西経78度0分 / 北緯82.900度 西経78.000度 | カナダ                   | ヌナブト準州 — エルズミーア島 |
| 北緯77度28分 西経78度0分 / 北緯77.467度 西経78.000度 | バフィン湾               | |
| 北緯76度59分 西経78度0分 / 北緯76.983度 西経78.000度 | カナダ                   | ヌナブト準州 — エルズミーア島 |
| 北緯76度37分 西経78度0分 / 北緯76.617度 西経78.000度 | バフィン湾               | |
| 北緯73度38分 西経78度0分 / 北緯73.633度 西経78.000度 | カナダ                   | ヌナブト準州 — バイロト島 |
| 北緯72度53分 西経78度0分 / 北緯72.883度 西経78.000度 | イクリプス海峡（英語版） | |
| 北緯72度41分 西経78度0分 / 北緯72.683度 西経78.000度 | カナダ                   | ヌナブト準州 — バフィン島 |
| 北緯70度14分 西経78度0分 / 北緯70.233度 西経78.000度 | フォックス湾             | |
| 北緯69度43分 西経78度0分 / 北緯69.717度 西経78.000度 | カナダ                   | ヌナブト準州 — コッホ島（英語版） |
| 北緯69度37分 西経78度0分 / 北緯69.617度 西経78.000度 | フォックス湾             | |
| 北緯65度0分 西経78度0分 / 北緯65.000度 西経78.000度  | カナダ                   | ヌナブト準州 — フォックス半島、バフィン島 |
| 北緯64度25分 西経78度0分 / 北緯64.417度 西経78.000度 | フォックス海峡（英語版） | |
| 北緯64度0分 西経78度0分 / 北緯64.000度 西経78.000度  | カナダ                   | ヌナブト準州 — ミル島（英語版）の西の無名の島 |
| 北緯63度57分 西経78度0分 / 北緯63.950度 西経78.000度 | フォックス海峡（英語版） | |
| 北緯63度28分 西経78度0分 / 北緯63.467度 西経78.000度 | カナダ                   | ヌナブト準州 — ノッティンガム島（英語版） |
| 北緯63度7分 西経78度0分 / 北緯63.117度 西経78.000度  | フォックス海峡（英語版） | |
| 北緯62度35分 西経78度0分 / 北緯62.583度 西経78.000度 | カナダ                   | ヌナブト準州 — ディッグス島（英語版） |
| 北緯62度33分 西経78度0分 / 北緯62.550度 西経78.000度 | ハドソン湾               | |
| 北緯62度23分 西経78度0分 / 北緯62.383度 西経78.000度 | カナダ                   | ケベック州 — アンガヴァ半島 |
| 北緯61度42分 西経78度0分 / 北緯61.700度 西経78.000度 | ハドソン湾               | |
| 北緯60度59分 西経78度0分 / 北緯60.983度 西経78.000度 | カナダ                   | ケベック州 — アンガヴァ半島 |
| 北緯60度46分 西経78度0分 / 北緯60.767度 西経78.000度 | ハドソン湾               | |
| 北緯59度16分 西経78度0分 / 北緯59.267度 西経78.000度 | カナダ                   | ケベック州 — アンガヴァ半島 ヌナブト準州（北緯58度21分 西経78度0分 / 北緯58.350度 西経78.000度から） - フレイジャー島（英語版） |
| 北緯58度20分 西経78度0分 / 北緯58.333度 西経78.000度 | ハドソン湾               | Salikuit島（北緯56度18分 西経78度0分 / 北緯56.300度 西経78.000度）を通過 |
| 北緯55度11分 西経78度0分 / 北緯55.183度 西経78.000度 | カナダ                   | ケベック州 オンタリオ州（北緯46度14分 西経78度0分 / 北緯46.233度 西経78.000度から） |
| 北緯43度58分 西経78度0分 / 北緯43.967度 西経78.000度 | オンタリオ湖             | |
| 北緯43度22分 西経78度0分 / 北緯43.367度 西経78.000度 | アメリカ合衆国           | ニューヨーク州 ペンシルバニア州（北緯42度0分 西経78度0分 / 北緯42.000度 西経78.000度から） メリーランド州（北緯39度43分 西経78度0分 / 北緯39.717度 西経78.000度から） ウェストバージニア州（北緯39度36分 西経78度0分 / 北緯39.600度 西経78.000度から） バージニア州（北緯39度14分 西経78度0分 / 北緯39.233度 西経78.000度から） ノースカロライナ州（北緯36度33分 西経78度0分 / 北緯36.550度 西経78.000度から） |
| 北緯33度51分 西経78度0分 / 北緯33.850度 西経78.000度 | 大西洋                   | |
| 北緯26度43分 西経78度0分 / 北緯26.717度 西経78.000度 | バハマ                   | グランド・バハマ島 |
| 北緯26度39分 西経78度0分 / 北緯26.650度 西経78.000度 | 大西洋                   | ベリー諸島（ バハマ、北緯25度49分 西経77度55分 / 北緯25.817度 西経77.917度）の西を通過 |
| 北緯25度9分 西経78度0分 / 北緯25.150度 西経78.000度  | バハマ                   | アンドロス島 |
| 北緯24度13分 西経78度0分 / 北緯24.217度 西経78.000度 | 大西洋                   | |
| 北緯22度18分 西経78度0分 / 北緯22.300度 西経78.000度 | キューバ                 | ロマノ島（英語版）、本土 |
| 北緯20度42分 西経78度0分 / 北緯20.700度 西経78.000度 | カリブ海                 | |
| 北緯18度27分 西経78度0分 / 北緯18.450度 西経78.000度 | ジャマイカ               | |
| 北緯18度7分 西経78度0分 / 北緯18.117度 西経78.000度  | カリブ海                 | |
| 北緯9度11分 西経78度0分 / 北緯9.183度 西経78.000度   | パナマ                   | |
| 北緯7度19分 西経78度0分 / 北緯7.317度 西経78.000度   | 太平洋                   | ゴルゴーナ島（英語版）（ コロンビア、北緯3度0分 西経78度10分 / 北緯3.000度 西経78.167度）の東を通過 |
| 北緯2度39分 西経78度0分 / 北緯2.650度 西経78.000度   | コロンビア               | |
| 北緯0度50分 西経78度0分 / 北緯0.833度 西経78.000度   | エクアドル               | |
| 南緯3度8分 西経78度0分 / 南緯3.133度 西経78.000度    | ペルー                   | |
| 南緯10度26分 西経78度0分 / 南緯10.433度 西経78.000度 | 太平洋                   | |
| 南緯60度0分 西経78度0分 / 南緯60.000度 西経78.000度  | 南極海                   | |
| 南緯72度31分 西経78度0分 / 南緯72.517度 西経78.000度 | 南極大陸                 | チリ（チリ領南極）と イギリス (イギリス領南極地域)が領有権を主張 |